# Пескуччи, Габриэлла
Габриэ́лла Песку́ччи (итал. Gabriella Pescucci; род. 17 января 1943, Розиньяно-Мариттимо, Италия) — итальянская художница по костюмам, известная своими работами в театре, кино и телевидении. Обладательница премии «Оскар» за лучший дизайн костюмов в картине «Эпоха невинности», дважды лауреат премии BAFTA за костюмы в фильмах «Однажды в Америке» и «Приключения барона Мюнхгаузена».

## Карьера
Габриэлла Пескуччи родилась в Розиньяно Солвай в Тоскане, окончила Академию изящных искусств во Флоренции. 
Карьеру в кино начала в конце 1960-х годов, в качестве ассистента у дизайнера костюмов Пьеро Този. 
В 1970-х годах работала художником по костюмам в нескольких фильмах режиссёра Джузеппе Патрони Гриффи («Жаль, что она блудница» (1971), «Место водителя» (1974), «Божественное создание» (1975)), а также в картинах Федерико Феллини («Репетиция оркестра» (1978) и «Город женщин» (1980)). 
Международное признание к Пескуччи пришло в 1984 году, с выходом на экраны драмы Серджо Леоне «Однажды в Америке». Работа в фильме принесла ей первую награду от Британской киноакадемии, вторую она забрала в 1990 году за дизайн костюмов в комедии «Приключения барона Мюнхгаузена», за которую она также была выдвинута и на «Оскар», но награда тогда ей не досталась. 
В 1994 году Габриэлла Пескуччи была удостоена «Оскара» за работу в костюмированный мелодраме «Эпоха невинности», режиссёра Мартина Скорсезе.

## Фильмография
Ассистент дизайнера костюмов
- 1969 — Медея / Medea (дизайнер костюмов: Пьеро Този) (реж. Пьер Паоло Пазолини)
- 1970 — Каннибалы / I cannibali (дизайнер костюмов: Эцио Фриджерио) (реж. Лилиана Кавани)
- 1971 — Смерть в Венеции / Morte a Venezia (дизайнер костюмов: Пьеро Този) (реж. Лукино Висконти)

Дизайнер костюмов
- 1967 — Похождения Дореллика / Arriva Dorellik (реж. Стено)
- 1968 — Семь братьев Черви / I sette fratelli Cervi (реж. Джанни Пуччини)
- 1970 — Люди против / Uomini contro (реж. Франческо Рози)
- 1971 — Жаль, что она блудница / Addio fratello crudele (реж. Джузеппе Патрони Гриффи)
- 1972 — Любовь умирает / D’amore si muore (реж. Карло Карункио)
- 1973 — Паоло горячий / Paolo il caldo (реж. Марко Викарио)
- 1974 — Место водителя / Identikit (реж. Джузеппе Патрони Гриффи)
- 1974 — Дела приличных людей / Fatti di gente perbene (реж. Мауро Болоньини)
- 1975 — Божественное создание / Divina creatura (реж. Джузеппе Патрони Гриффи)
- 1976 — Per amore di Cesarina (реж. Витторио Синдони)
- 1976 — Наследство Феррамонти / L’eredità Ferramonti (реж. Мауро Болоньини)
- 1977 — Чайка / Il gabbiano (реж. Марко Беллоккьо)
- 1978 — Репетиция оркестра / Prova d’orchestra (реж. Федерико Феллини)
- 1980 — Город женщин / La città delle donne (реж. Федерико Феллини)
- 1981 — Три брата / Tre fratelli (реж. Франческо Рози)
- 1981 — Любовная страсть / Passione d’amore (реж. Этторе Скола)
- 1982 — Новый мир (Ночь Варенны) / La nuit de Varennes / Il mondo nuovo (реж. Этторе Скола)
- 1984 — Однажды в Америке / Once Upon a Time in America / C’era una volta in America (реж. Серджо Леоне)
- 1984 — Дагобер / Le bon roi Dagobert (реж. Дино Ризи)
- 1984 — Аврора / Qualcosa di biondo (реж. Маурицио Понци)
- 1985 — Орфей / Orfeo (реж. Клод Горетта)
- 1985 — Трубадур / Il trovatore (реж. Брайан Лардж)
- 1986 — Имя розы / Der Name der Rose (реж. Жан-Жак Анно)
- 1987 — Семья / La famiglia (реж. Этторе Скола)
- 1988 — Лето призраков / Haunted Summer (реж. Иван Пассер)
- 1988 — Приключения барона Мюнхгаузена / The Adventures of Baron Munchausen (реж. Терри Гиллиам)
- 1989 — Сплендор / Splendor (реж. Этторе Скола)
- 1989 — Который час? / Che ora è? (реж. Этторе Скола)
- 1990 — Норма (ТВ) / Norma
- 1992 — Травиата (ТВ) / La traviata (реж. Мануэла Кривелли)
- 1992 — Индокитай / Indochine (реж. Режис Варнье)
- 1993 — Эпоха невинности / The Age of Innocence (реж. Мартин Скорсезе)
- 1993 — Ради любви, только ради любви / Per amore, solo per amore (реж. Джованни Веронези)
- 1994 — Ночь и мгновение / The Night and the Moment (реж. Анна Мария Тато)
- 1995 — Соломон и царица Савская (ТВ) / Solomon & Sheba (реж. Роберт М. Янг)
- 1995 — Алая буква / The Scarlet Letter (реж. Ролан Жоффе)
- 1995 — Раб снов (ТВ) / Slave of Dreams (реж. Роберт М. Янг)
- 1996 — Римский отель / Albergo Roma (реж. Уго Кити)
- 1996 — Сельская честь (ТВ) / Cavalleria rusticana (реж. Мануэла Кривелли)
- 1998 — Честная куртизанка / Dangerous Beauty (реж. Маршалл Херсковиц)
- 1998 — Отверженные / Les Misérables (реж. Билле Аугуст)
- 1998 — Манон Леско (ТВ) / Manon Lescaut (реж. Мануэла Кривелли)
- 1998 — Кузина Бетта / Cousin Bette (реж. Дес МакАнуфф)
- 1999 — Сон в летнюю ночь / A Midsummer Night’s Dream (реж. Майкл Хоффман)
- 1999 — Обретённое время / Le Temps retrouvé (реж. Рауль Руис)
- 2001 — Бал-маскарад (ТВ) / Un ballo in maschera (реж. Карло Баттистони)
- 2002 — Затерянные в Ла-Манче (документальный) / Lost in La Mancha (artwork: costume design)
- 2003 — Потерянная любовь / Perdutoamor (реж. Франко Баттиато)
- 2004 — Ван Хельсинг / Van Helsing (реж. Стивен Соммерс)
- 2004 — Тайный ход / Secret Passage (реж. Адемир Кенович)
- 2005 — Чарли и шоколадная фабрика / Charlie and the Chocolate Factory (реж. Тим Бёртон)
- 2005 — Братья Гримм / The Brothers Grimm (реж. Терри Гиллиам)
- 2006 — Donizetti: Don Pasquale (video) (реж. Gabriele Cazzola)
- 2007 — Травиата (ТВ) / La traviata (реж. Maria Paola Longobardo)
- 2007 — Беовульф / Beowulf (реж. Роберт Земекис)
- 2009 — Агора / Ágora (реж. Алехандро Аменабар)
- 2010 — Первое прекрасное / La prima cosa bella (реж. Паоло Вирзи)
- 2010 — Женщина моей жизни / La donna della mia vita (costumes)
- 2011 — Целое семейство (короткометражный) / The Wholly Family (реж. Терри Гиллиам)
- 2011 — Конфетка / Il gioiellino (реж. Андреа Молайоли[англ.])
- 2011—2013 — Борджиа (телесериал) / The Borgias (реж. Нил Джордан)
- 2014—2016 — Страшные сказки (телесериал) / Penny Dreadful

## Награды и номинации
| Премия «Оскар» за лучший дизайн костюмов: - 1990 — «Приключения барона Мюнхгаузена» (номинация) - 1994 — «Эпоха невинности» (награда) - 2006 — «Чарли и шоколадная фабрика» (номинация) Премия BAFTA за лучший дизайн костюмов: - 1985 — «Однажды в Америке» (награда) - 1990 — «Приключения барона Мюнхгаузена» (награда) - 2006 — «Чарли и шоколадная фабрика» (номинация) Премия «Сатурн» за лучшие костюмы: - 1991 — «Приключения барона Мюнхгаузена» (номинация) - 2005 — «Ван Хельсинг» (номинация, совместно с Карло Поджиоли) - 2006 — «Чарли и шоколадная фабрика» (номинация) Премия «Сезар» за лучшие костюмы: - 1993 — «Индокитай» (номинация, совместно с Пьером-Ивом Гайро) - 2000 — «Обретённое время» (номинация, совместно с Каролин де Вивэз) | Премия «Гойя» за лучший дизайн костюмов: - 2010 — «Агора» (награда) Премия «Давид ди Донателло» лучшему художнику по костюмам: - 1981 — «Три брата» (номинация) - 1983 — «Новый мир» (награда) - 1987 — «Имя розы» (награда) - 1987 — «Семья» (номинация) - 1989 — «Сплендор» (номинация) - 1994 — «Ради любви, только ради любви» (номинация) - 2010 — «Первое прекрасное» (номинация) Прайм-тайм премия «Эмми» за лучшие костюмы в сериале: - 2011 — «Борджиа» (за эпизод «Свадьба Лукреции») (награда, совместно с Уливой Пиццетти) - 2012 — «Борджиа» (за эпизод «Признание») (номинация, совместно с Уливой Пиццетти) - 2013 — «Борджиа» (за эпизод «Пороховой заговор») (награда, совместно с Габором Хомоннаем и Уливой Пиццетти) |